# Pléneuf-Val-André
Pléneuf-Val-André (en bretó Pleneg-Nantraezh, gal·ló Ploenoec) és un municipi francès, situat a la regió de Bretanya, al departament de Costes del Nord. L'any 1990 tenia 3.680 habitants.

## Demografia
| 1962                                       | 1968 | 1975 | 1982 | 1990 | 1999 |
| ------------------------------------------ | ---- | ---- | ---- | ---- | ---- |
| 3522                                       | 3651 | 3651 | 3591 | 3600 | 3680 |
| Des de 1962: població sense dobles comptes |      |      |      |      |      |

## Administració
| Període   | Identitat         | Partit |
| --------- | ----------------- | ------ |
| 1959-2001 | Guillaume Guedo   |        |
| 2001-2008 | Bernard Rampillon |        |
| 2008-     | Jean-Yves Lebas   |        |